# Old boys network
Een old boys network is een netwerk van oudgedienden of gevestigden van een organisatie of onderneming (leger, studentenvereniging, politiek, bedrijf) die hun huidige machtspositie niet willen opgeven of na hun uittreden nog contact houden met de organisatie, en jonge (ex-)leden en elkaar helpen. De term heeft een enigszins negatieve connotatie omdat het geassocieerd wordt met nepotisme.

## Kritiek
Old boys networks staan vaak ook aan kritiek bloot. Zo denken veel mensen dat zij ook weleens zaken doen die het daglicht niet kunnen verdragen. Men klaagt dat de mensen in het netwerk voorgetrokken worden, waardoor iemand die bijvoorbeeld betere cijfers heeft maar niet "lid is geweest" het aflegt tegen de corpsstudent. Leden dekken elkaar vaak in en zien elkaars fouten door de vingers. Ook feministes nemen vaak fel stelling tegen het old boys network en spreken in dezen van het 'glazen plafond' als vrouwen hierdoor niet kunnen doorstoten naar de top. Het wordt gezien als nepotisme en daarmee in feite als een verkapte en verholen vorm van corruptie.

## Voorbeelden

### Nederland
De Nederlandse regering en ministeries laten zich vaak adviseren door commissies. Dergelijke commissies zouden als het ware een schaduwmacht van de Nederlandse politiek vormen. Volgens diverse onderzoeken bestaat er een nauw verweven netwerk van politieke benoemingen, achterkamertjespolitiek en invloeden vanuit de top van het bedrijfsleven.
In 2001 publiceerde het Wetenschappelijk Bureau van GroenLinks een rapport getiteld De staatsgreep van de zesde macht?. Hieruit zou een sterke verwevenheid tussen de top van adviesbureaus en prominente politici blijken. Zo worden adviseurs bij bedrijven “gescout” voor een politieke functie. Voorbeelden: Aart Jan de Geus, Hans Wijers en Roger van Boxtel. Ook worden ex-politici vaak adviseur. Voorbeelden: Ed van Thijn, Roel in 't Veld en Marjanne Sint. Politici die "bijklussen" als adviseur zijn oud-partijvoorzitters Eenhoorn (VVD) en Van Rij (CDA). Ook via commissariaten oefenen ex-politici invloed uit. Voorbeelden: Wim Kok (KLM, Shell, TPG Post en ING Groep) en Hans Wiegel (NOB, Arriva, Wessanen en Grontmij). Oud D66-minister Pechtold (Bestuurlijke Vernieuwing en Koninkrijksrelaties) deed in 2005 het voorstel dat ministers in de toekomst niet meer op eigen houtje een adviescommissie kunnen instellen.
Volgens FEM Business waren in 2005 Aad Jacobs, Kees van Lede, Jeroen van der Veer, Jan Hommen en Aarnout Alexander Loudon de vijf machtigste mensen in het Nederlandse bedrijfsleven. In hetzelfde artikel noemt een financieel deskundige Rijkman Groenink: Hij kent iedereen die er toe doet. Banken kunnen bedrijven en topmannen maken of breken. Een bankier leent geld uit. Dan moet hij vertrouwen hebben in de vent aan wie hij die miljarden uitleent. In 2006 publiceerde de Volkskrant op basis van een netwerkanalyse van de Erasmus Universiteit Rotterdam de 'Volkskrant Top 200 invloedrijke Nederlanders', op de eerste vijf plaatsen staan Elco Brinkman, Alexander Rinnooy Kan, Aad Jacobs, Rijkman Groenink en Bernard Wientjes.

### Studentencorps
Een voorbeeld van een old boys network is het studentencorps. In praktijk gaat dit niet veel verder dan het op verzoek meebetalen aan onderhoudskosten, maar veel geloven dat lidmaatschap van het corps via het old boys network een garantie is voor een glanzende carrière. Andere old boys networks worden gevormd door sommige delen van de politiek (burgemeesters) en het bedrijfsleven (commissarissen en directeuren). In beide gevallen is hier veel kritiek op gekomen, die leidde tot de oprichting van de Code Tabaksblat in 2003 om ervoor te zorgen dat o.a. meer vrouwen tot de top kunnen doordringen. Al blijkt uit onderzoek van de Canadese ontwikkelingspsychologe Susan Pinker in haar boek De Sekseparadox (2008) dat veel goedopgeleide vrouwen niet (duurzaam) een baan aan de top willen of voortijdig afhaken. Het percentage vrouwen dat echt een topbaan wil in de politiek, het bedrijfsleven of in de wetenschap is minder dan 5 procent.

### Turkije
Via het pensioenfonds OYAK vormt de legertop een old boys network dat invloed heeft in het bedrijfsleven. Ex-generaals worden vaak benoemd tot directeur of commissaris.

### (Voormalige) Communistische landen
De nomenklatoera was een lijst van namen die in aanmerking kwamen voor de hoogste functies van de Sovjet-Unie. Ook andere communistische landen als Vietnam, China en Tsjecho-Slowakije hanteerden dit systeem. Om op de lijst te komen moest je een goede opleiding hebben, en ideologisch "zuiver" zijn. Ook deze mensen hielpen elkaar, en uiteindelijk ook elkaars kinderen. In China staan deze kinderen nog bekend als de Rode Prinsen.

### Verenigde Staten
Ook in de Verenigde Staten heerst de veronderstelling dat men via old boys networks van studentenverenigingen (fraternities) en universiteiten als Harvard en Yale je carrière een impuls kan geven. Dat zowel George W. Bush (én zijn vader) als John Kerry lid zijn geweest van Skull and Bones geeft voor veel Amerikanen wel te denken.